# 苯基

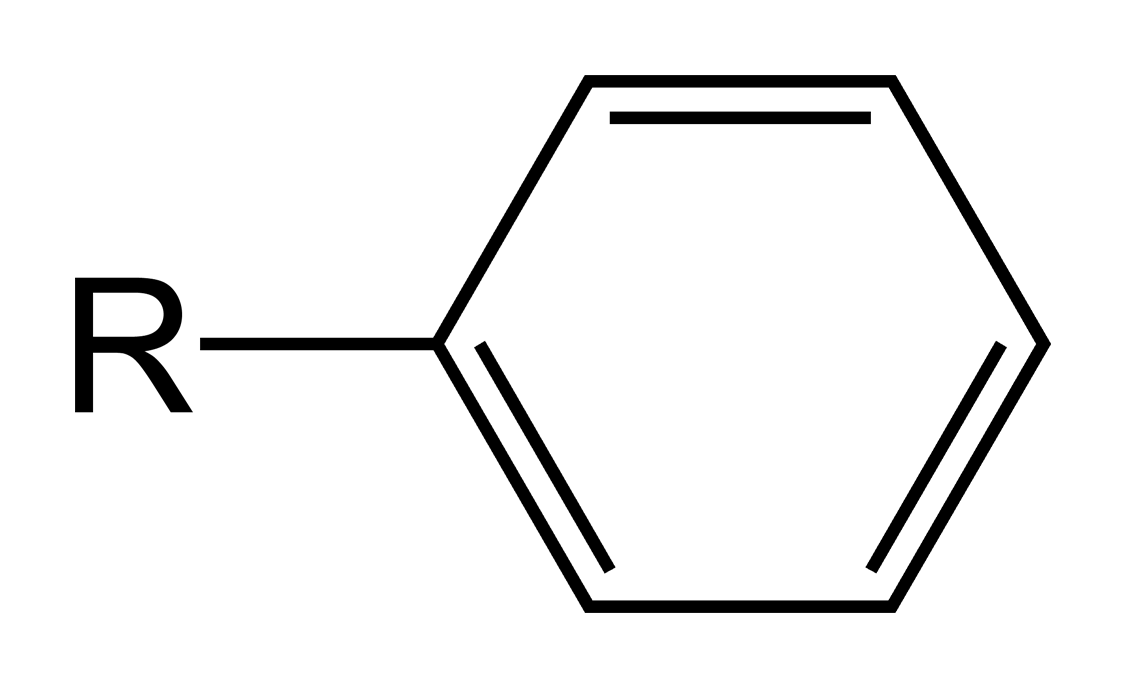
苯基结构

苯基（英語：Phenyl group）是从苯（C6H6）获得的一个疏水性芳香族官能团。它的分子式为-C6H5。它经常简写为-Ph。这种烃基可在许多有机化合物中找到，苯酚、苯胺等分子结构中都含有这种基团。